# محمد مشاطي
محمد مشاطي (21 مارس 1921- 3 يوليو 2014)، مجاهد جزائري وأحد أعضاء مجموعة لـ 22 التاريخية التي خططت لتفجير ثورة أول نوفمبر.

## الوفاة
توفي محمد مشاطي يوم الخميس 3 يوليو 2014، الموافق لـ 6 رمضان 1435 هـ، عن عمر يناهز 93 سنة، ودُفن في بتاريخ 8 يوليو 2014 بمقبرة سيدي عبد الرحمان الثعالبي بالعاصمة.

## مؤلفاته
- مناضل الجزائر المستقلة: مذكرات 2000-1921، دار النشر القصبة.[5]